# Zapovednik Gydanski
Zapovednik Gydanski (Russisch: Гыданский заповедник) is de noordelijkste zapovednik (strikt natuurreservaat) van West-Siberië. Het bevindt zich in het district Tazovski van de autonome okroeg Jamalië. Het omvat officieel 6.781,74 km² en staat sinds de oprichting onder grote druk.

## Geografie
Tot de zapovednik behoren het noordelijke deel van het schiereiland Javaj (boven de 72e breedtegraad), de noordelijke en noordwestelijke delen van het schiereiland Mamonta, het schiereiland Oleni, de kust van de Joeratsenboezem en de eilanden Oleni, Sjokalski, de Pestsovye-eilanden, Prokljatye-eilanden en het eiland Rovny. Het hele gebied ligt in de poolklimaatzone.
De belangrijkste doelstelling van de zapovednik is het beschermen van de biologische en ecologische diversiteit van het noorden van West-Siberië, met name gericht op het beschermen de Oost-Atlantische transitroute van watervogels en kustvogels die langs de noordkusten van Azië vliegen. Het oppervlak bestaat uit vlaktes en lichte heuvelgebieden met losse ijsafzettingen en permafrost (gemiddelde jaartemperatuur −70 tot −100°C). De ondergrondse ijsdikte bedraagt gemiddeld 150 tot 300 meter.

## Klimaat
De gemiddelde jaartemperatuur bedraagt −10 tot −12°C. De warmste maanden zijn juli en augustus, wanneer de temperatuurgemiddelden variëren tussen +5°C aan de kust van de Karazee tot +10,2°C in het zuiden van de Golf van Jenisej en de temperatuur kan oplopen tot boven de 20°C (absoluut maximum: +25°C). De koudste maanden zijn januari en soms februari, wanneer de gemiddelde temperatuur varieert tussen de −24°C en −28°C (absoluut minimum: −63°C). Tijdens het koude seizoen, dat duurt van november tot maart, wordt het weer meer door de hogere windsnelheden bepaald dan door de temperatuur. Aan de kust van de Karazee komen dan vaak sneeuwstormen voor met windsnelheden van 30 m/s of meer. In de zomer blaast de wind vaker vanuit het noorden en noordoosten.
De ijsvrije periode bedraagt 55 tot 70 dagen en gemiddeld 110 dagen per jaar ligt de temperatuur boven het vriespunt. De gemiddelde jaarlijkse neerslag bedraagt 300 mm, waarvan iets meer dan de helft in het warme seizoen valt. De vochtigste maanden zijn augustus en september. Ongeveer 240 (in sommige jaren 270) dagen per jaar is de bodem bedekt met sneeuw, meestal vanaf begin oktober tot midden of eind juni, waarbij de sneeuwdikte maximaal 35 tot 60 cm bedraagt. De meest voorkomende weerfenomenen zijn sneeuwstormen en mist. Een enkele keer komen hagel en ijzel voor en in sommige jaren ook onweer.

## Flora en fauna
Het gebied ligt grotendeels in de toendrazone. In de zapovednik zijn 180 vogelsoorten geregistreerd, waaronder de geelsnavelduiker (Gavia adamsii), roodhalsgans (Branta ruficollis), dwerggans (Anser erythropus), kleine zwaan (Cygnus bewickii), zeearend (Haliaeetus albicilla), giervalk (Falco rusticolus) en slechtvalk (Falco peregrinus). Ook zijn er ongeveer evenveel vaatplanten vastgesteld. Daarnaast leven er ijsberen (Ursus maritimus), poolvossen (Alopex lagopus), vele Siberische lemmingen (Lemmus sibiricus) en in de zomer soms ook bruine beren (Ursus arctos). Wolven (Canis lupus) komen er ook om te jagen op rendieren (Rangifer tarandus), waarvan er enkele duizenden in het wild rondlopen. Elanden (Alces alces) komen er echter slechts zelden. Het schiereiland Mamonta ("mammoet") is bekend om de mammoetbotten die er zijn gevonden.
In de wateren in en rondom de schiereilanden en eilanden zwemmen soorten als Siberische steur (Acipenser baerii baerii), walrus (Odobenus rosmarus), narwal (Monodon monoceros) en gewone vinvis (Balaenoptera physalus). In de Obboezem en Gydaboezem komt Lethenteron kessleri voor, een prikkensoort.

## Geschiedenis
De eerste plannen voor een zapovednik rond het schiereiland Gyda dateren uit de jaren 1970 en 1980 toen een grotere zapovednik was voorzien die ook delen van het schiereiland Jamal zou moeten omvatten. In 1991 werd besloten om er twee kleinere zapovedniks van te maken. Met name de gasindustrie en de Nenetsische rendierhouders waren (en zijn) echter niet blij met het idee van een verboden gebied op Jamal en Gyda en werkten de plannen tegen. In 1991 werd de oprichting van de zapovednik tegengehouden door het ministerie van Natuurlijke Hulpbronnen onder zware druk van de gasindustrie. Besloten werd om aan de eisen van de rendierhouders tegemoet te komen en slechts kleine noordelijke delen van Jamal en Gyda en omringende eilanden aan te wijzen als natuurgebied; alleen de gebieden die niet in aanmerking kwamen voor economische doeleinden op de voorzienbare lange termijn. Deze aanpak werd door natuurbeschermers echter absurd genoemd, daar de belangrijke toendragebieden zich nu juist in het zuiden bevinden en dit plan kreeg dan ook grote kritiek van wetenschappers, in de eerste plaats van de Commissie voor reservaatbeheer en -onderzoek van de RAN en van de Russische Academie voor Landbouwwetenschappen (RASChN). Hun stem werd echter minder belangrijk geacht dan die van de tegenstanders en in 1995 werd een (tweede) commissie gestuurd die de grenzen van het huidige reservaat vaststelde. De zapovednik op Jamal werd helemaal uit de plannen geschrapt (er is nu alleen een kleine zakaznik aan zuidoostzijde van het schiereiland). In oktober werden de nieuwe grenzen (ongeveer een tiende van de oorspronkelijke omvang) aanvaard door de Russische overheid. Besloten werd om niet het predicaat biosfeerreservaat te geven, wat de mogelijkheden voor bescherming aanzienlijk beperkt. Tot op heden is er nog geen kantoor opgezet voor het beheer van het reservaat.
Ook de huidige grenzen van de zapovednik staan echter onder druk. In 2008 poogde de vereniging 'Jamal-potomkam' ("afstammelingen van Jamal") de factorijen Mangataljang (oostzijde schiereiland Javaj) en Matjoej-Sale (westzijde schiereiland Mamonta) buiten de zapovednik te krijgen met de bewering dat deze geen natuurlijke waarde bezitten. Hetzelfde jaar stelde het Jamalische Doemalid Sergej Charjoetsji (een van de oprichters van de zapovednik), om de rendierhouders tegemoet te komen, voor om de hele zapovednik maar op te heffen en in plaats ervan een minder strikte zakaznik in te stellen, waar rendierhouderijen wel toegestaan zijn. Rendierhouders laten hun dieren er nu soms ook al illegaal grazen.